# Bormes-les-Mimosas
Bormes-les-Mimosas egy mediterrán éghajlatú település Délkelet-Franciaországban, a Provence-Alpes-Côte d’Azur régióban.

## Fekvése
Saint-Tropeztől délnyugatra fekvő település.

## Története

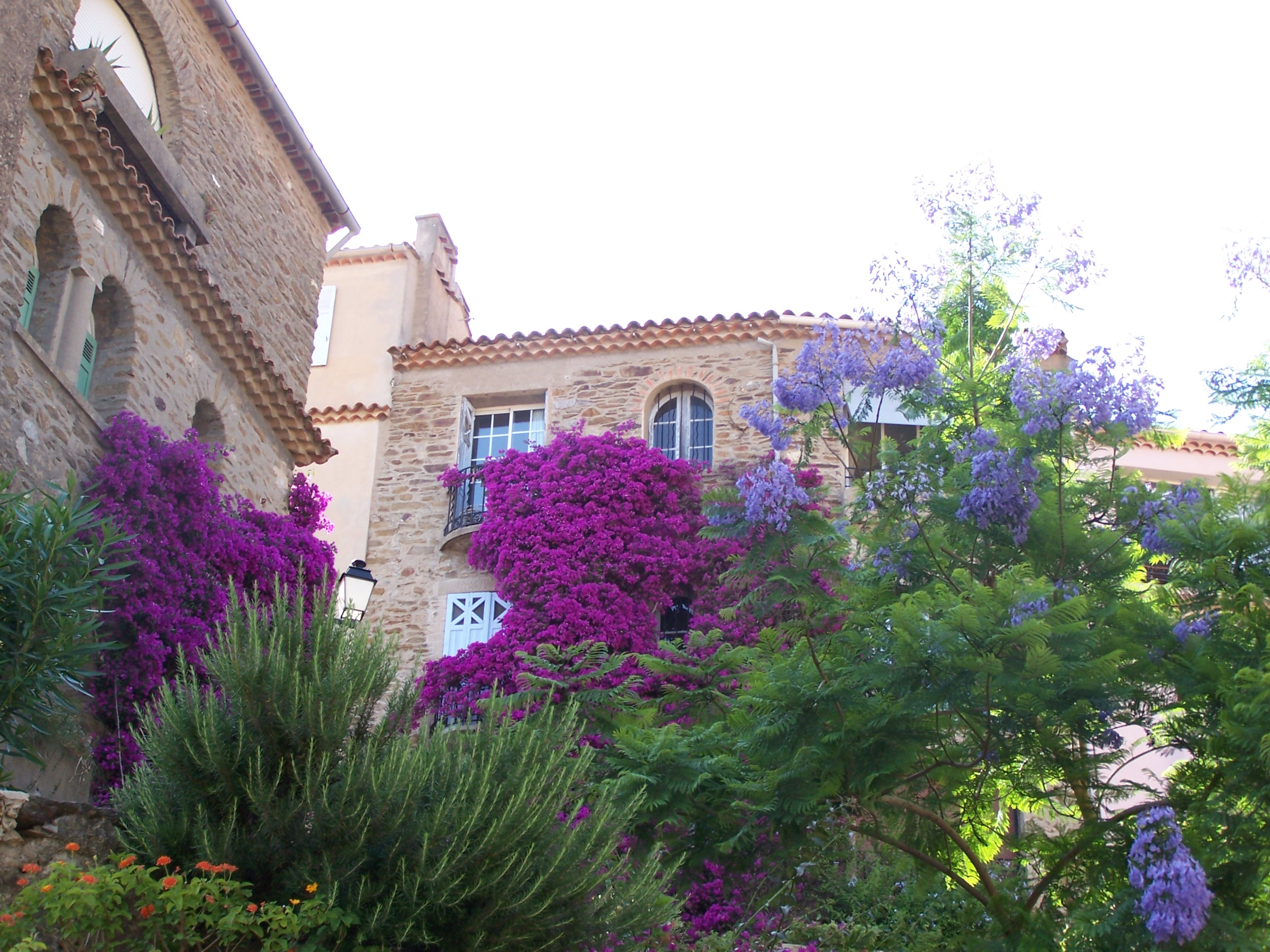

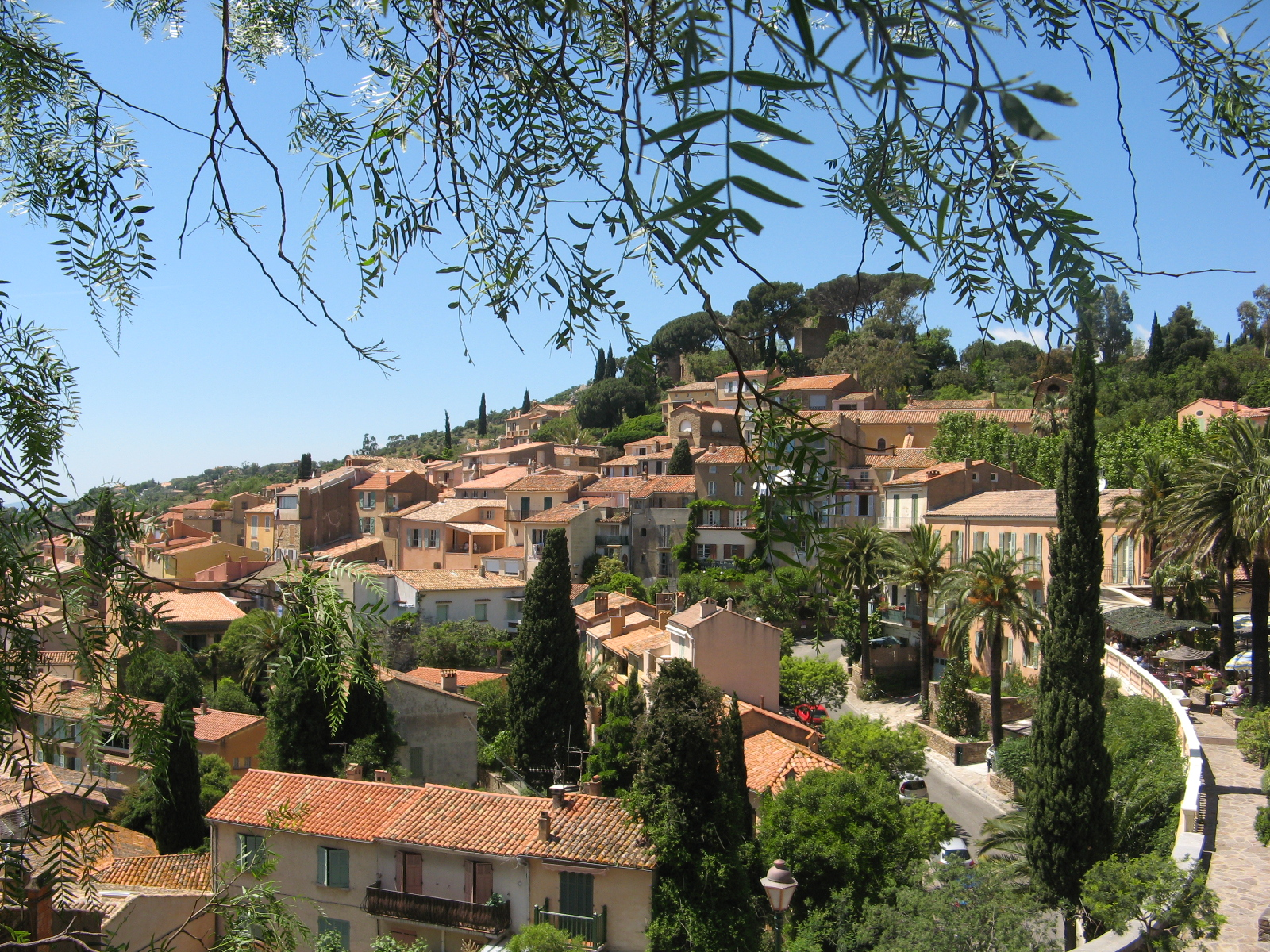
Bormes-les-Mimosas látképe

A város nevét 1056-ban Borma néven említette először oklevél, de a régészeti leletek arra utalnak, hogy, eredete a kelta időkre vezethető vissza. Port of Brégançon, mely jelenleg az egyik Bormes, már a régi időkben fontos kereskedelmi központ volt a közeli ólom és a gránit bányák miatt. Sok emlék maradt fenn a római uralom idejéből is.
A középkorban a falu többször elpusztult, a szaracénok többször is kifosztották, majd a spanyolok szállták meg a helyet. 1529-ben a mórok égették fel, 1539-ben pedig a genovai Andrea Doria és néhány évvel később, 1579-ben, a vallási háborúk, a csapatok a Comte de Carcès pusztították.

## Mimóza út
A les Mimosas név III. Napóleon idejére nyúlik vissza, ő hozta a mimóza fákat 1867-ben Mexikóból, hogy ápolja a lakosság.
Bormes-les-Mimosas a kiindulópontja a mimóza útnak, más néven Mimosa Road (franciául: La Route du Mimosa, Engl.: Arany Route). Ez egy 130 km turista útvonal, a Côte d'Azur on Rayol-Canadel-sur-Mer, Sainte-Maxime, Saint-Raphael, Mandelieu-La Napoule, Tanneron és Pégomas Grasse-n fut végig, januártól március közepéig. Eredetileg Ausztráliából ered a sárga virágos akác növények virágzásának ünneplése.
Bormes-les-Mimosas 2003-ban elnyerte a Virágos városok cím aranyérmét.

## Itt születtek, itt éltek
- Alfred Courmes - festő, itt született 1898. május 21-én
- Hermann Sabran - ügyvéd
- Henrik luxemburgi nagyherceg, valamint a nagyhercegi család
- Hippolyte de Bouchard - tengerész és kalóz, a későbbi argentin forradalmár 1780-ban itt született Bormes-les-Mimosban

## Galéria

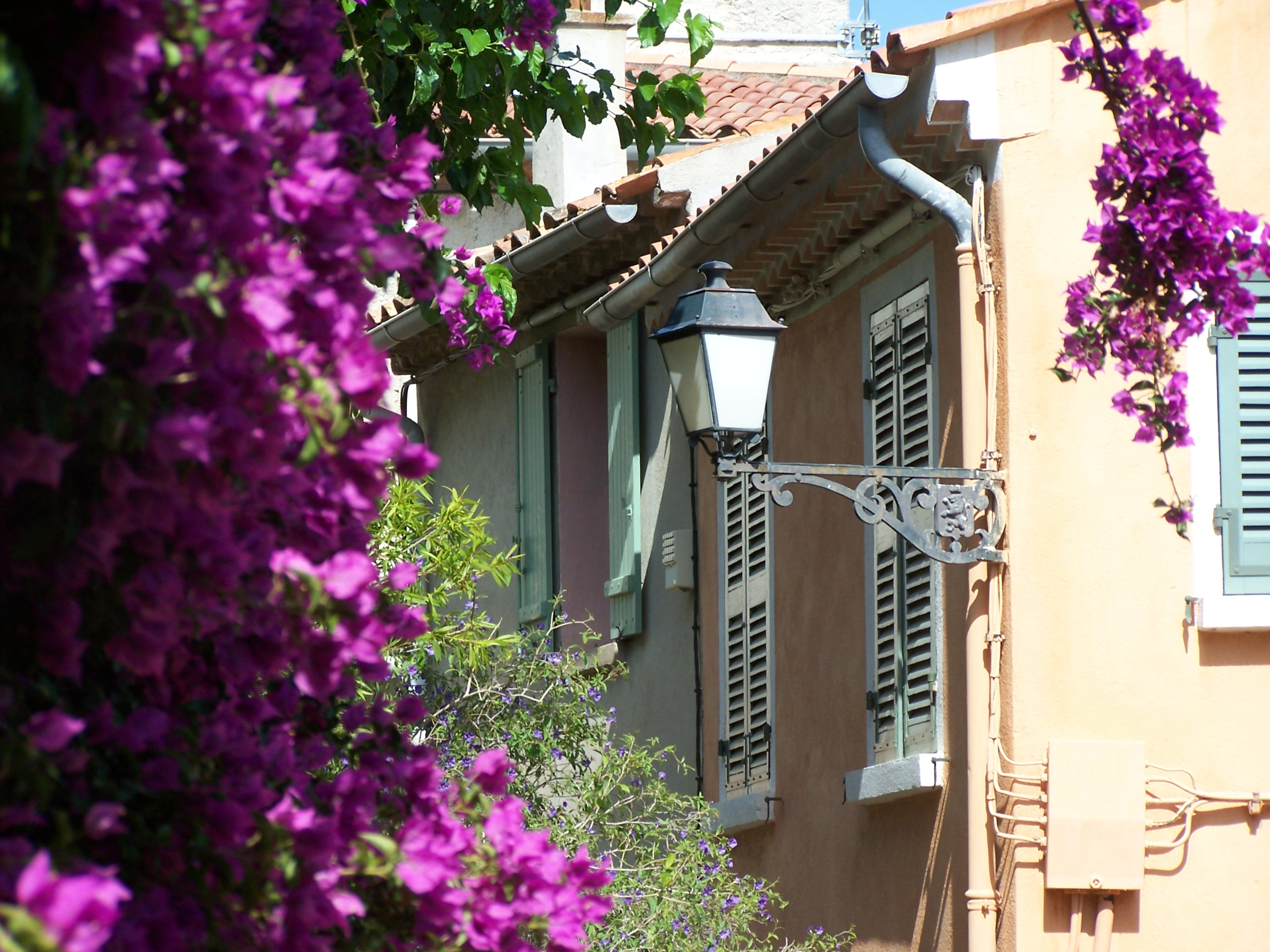
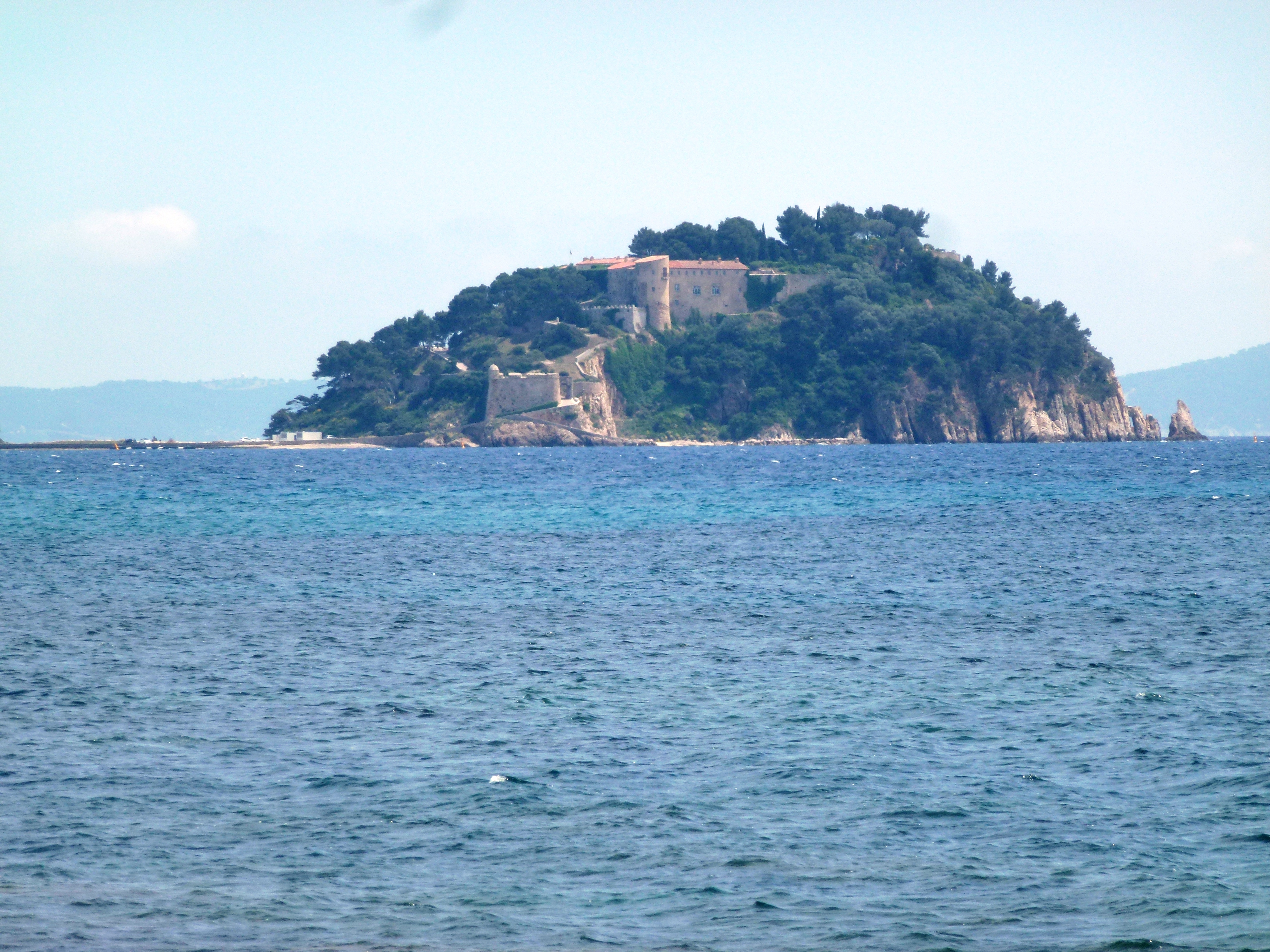
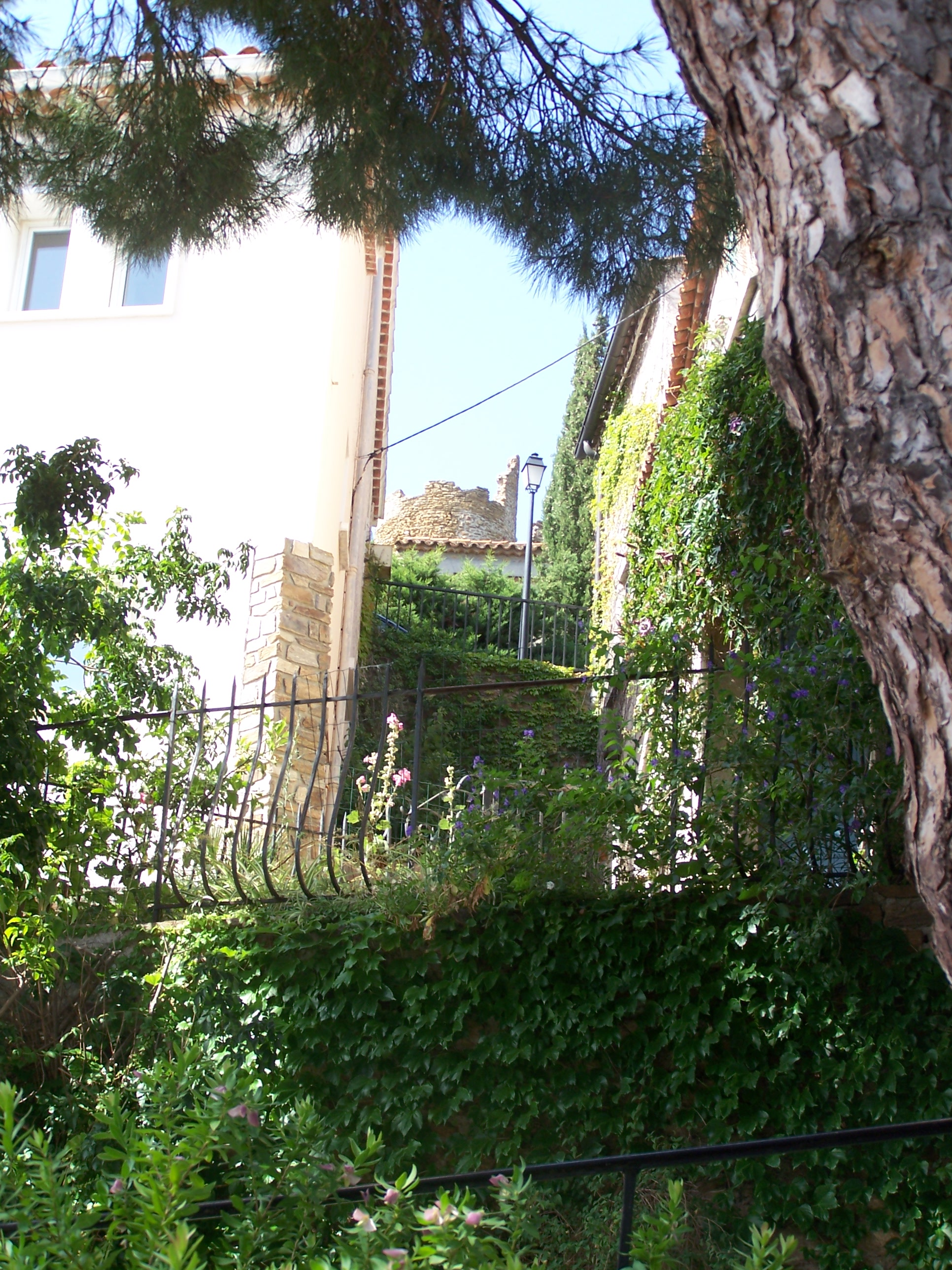
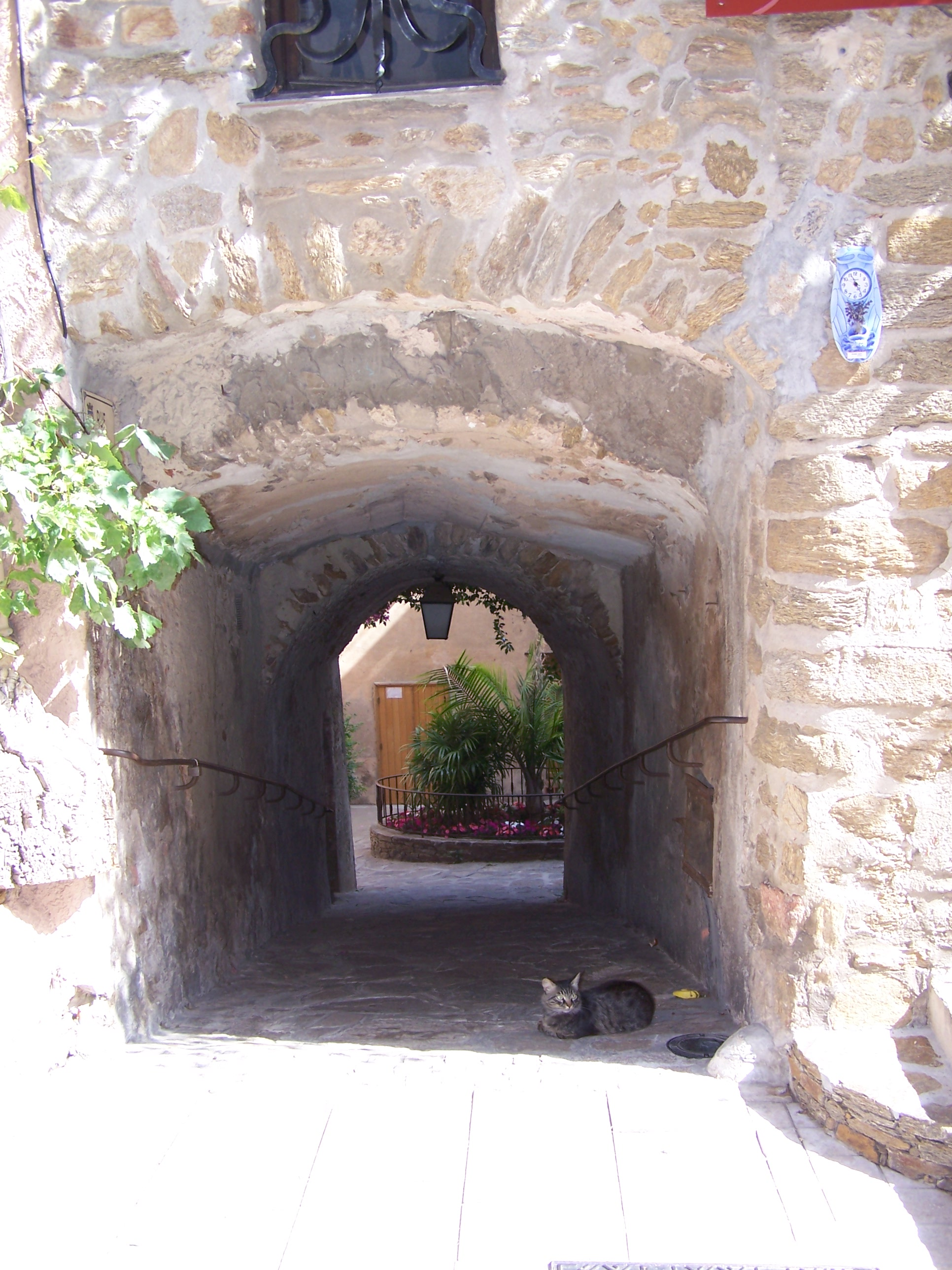
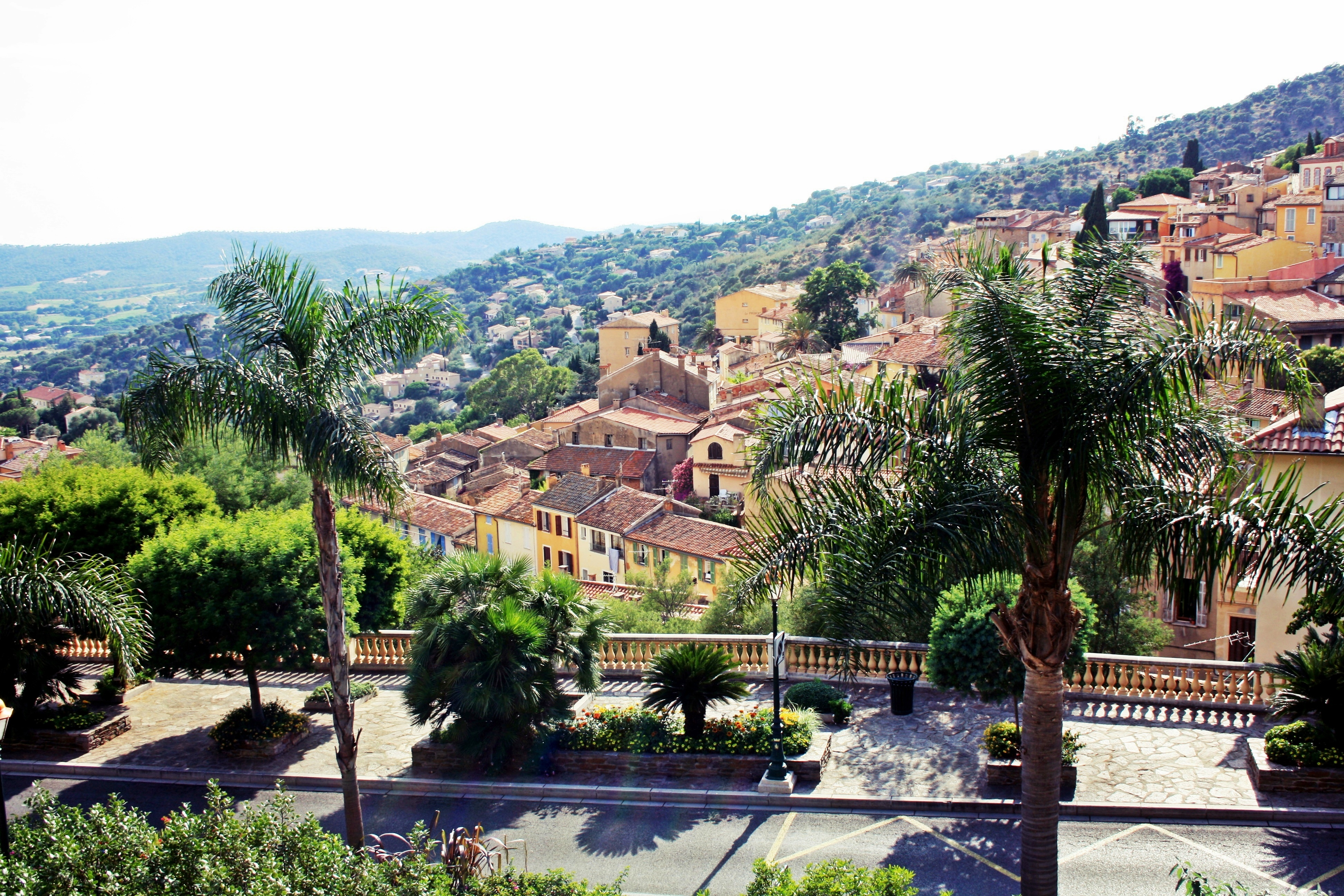
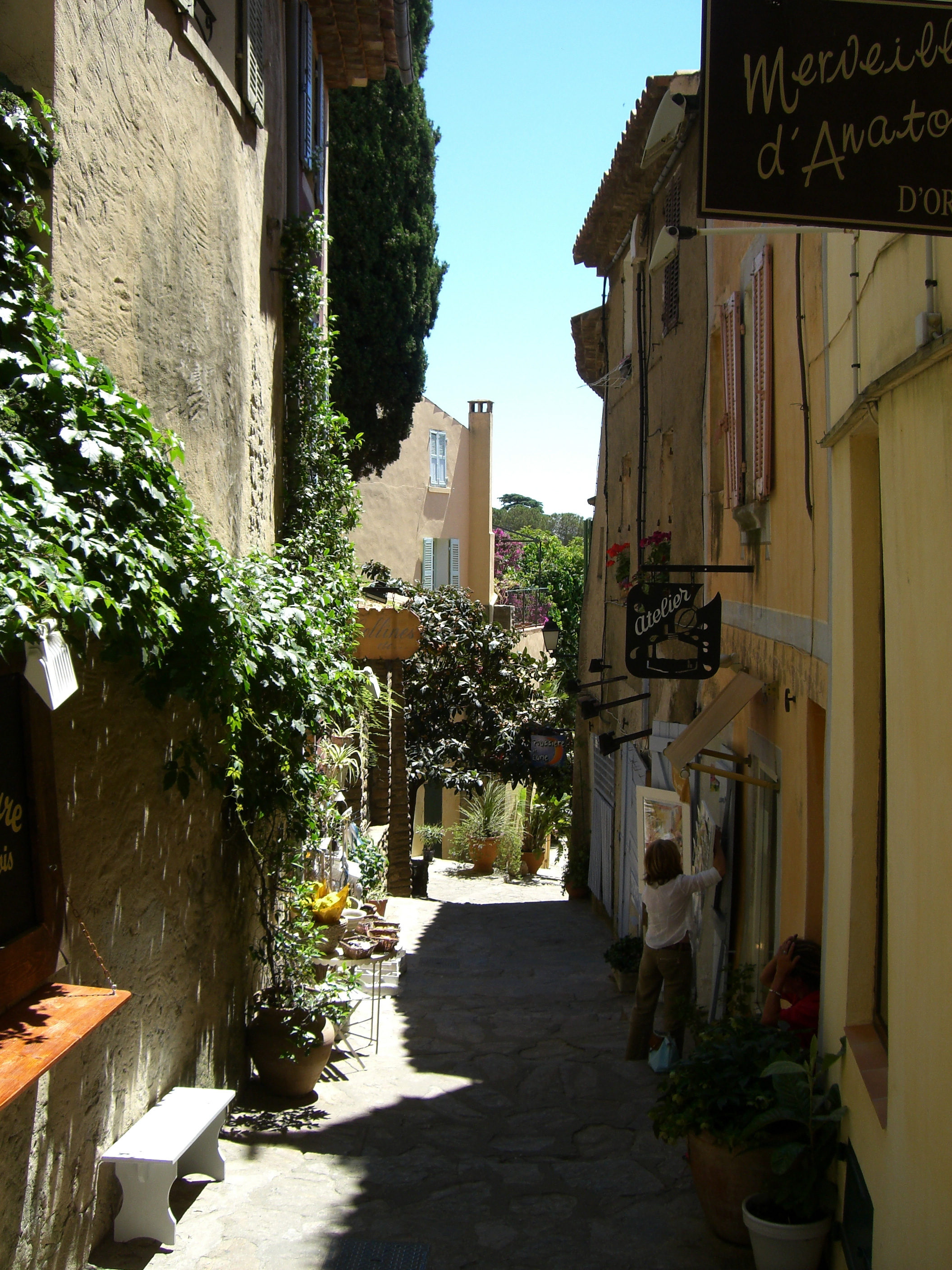
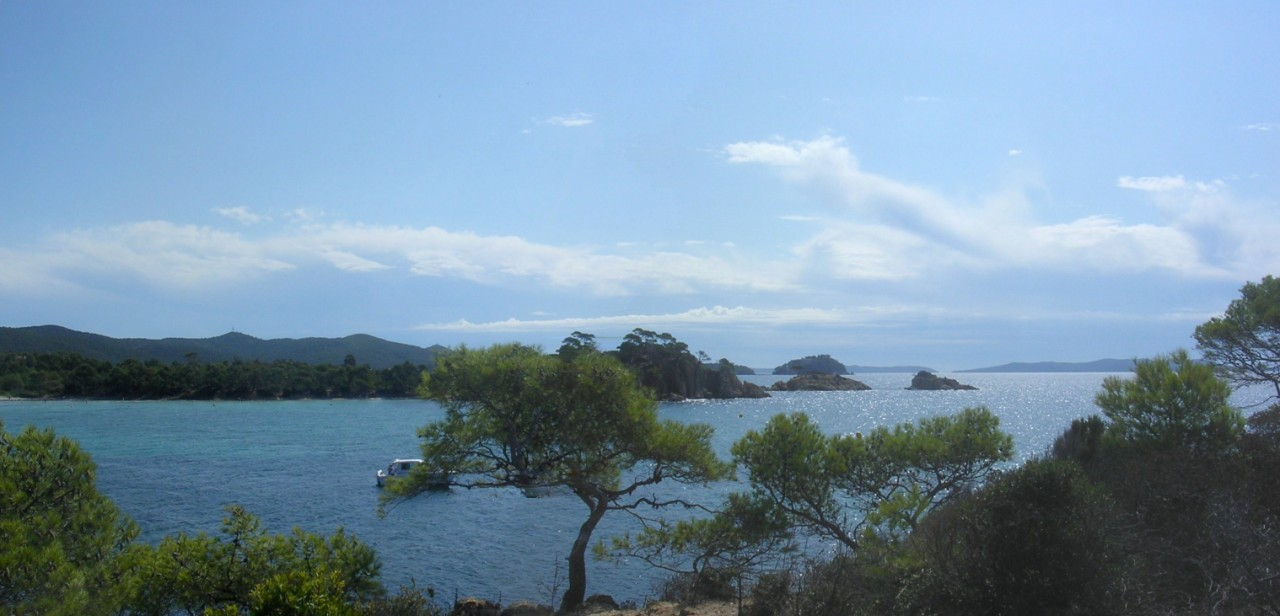
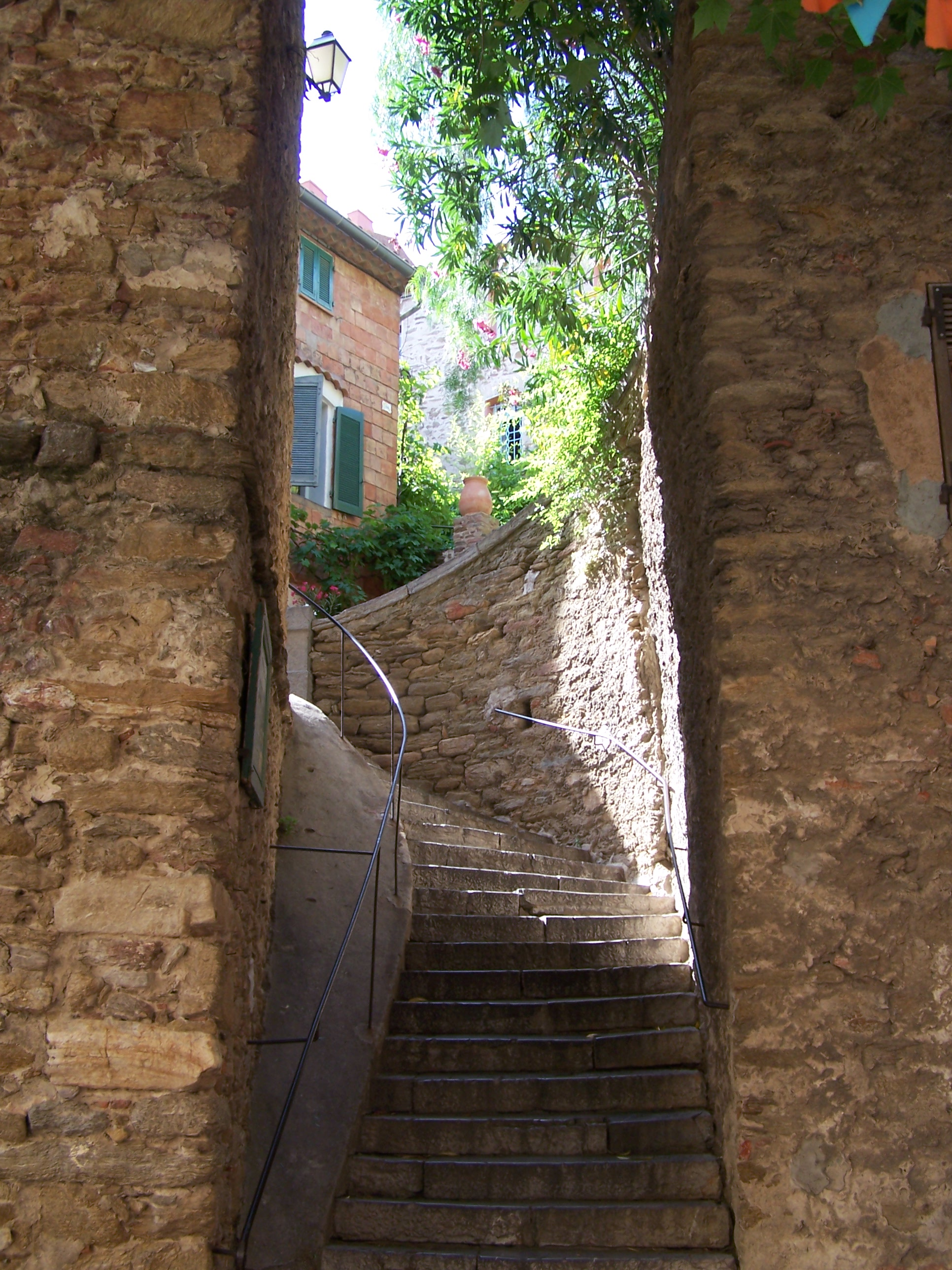